# Dolní Poříčí (Horní Poříčí)
Dolní Poříčí je vesnice, část obce Horní Poříčí v okrese Strakonice v Jihočeském kraji. Nachází se asi jeden kilometr jihovýchodně od Horního Poříčí, na levém břehu řeky Otavy. Prochází tudy železniční trať Plzeň – České Budějovice se zastávkou Dolní Poříčí. Je zde evidováno 63 adres. V roce 2011 zde trvale žilo 171 obyvatel.
Dolní Poříčí je také název katastrálního území o rozloze 3,11 km².

## Historie
První písemná zmínka o vesnici pochází z roku 1315.

## Obyvatelstvo
| Rok            | 1869 | 1880 | 1890 | 1900 | 1910 | 1921 | 1930 | 1950 | 1961 | 1970 | 1980 | 1991 | 2001 | 2011 | 2021 |
| -------------- | ---- | ---- | ---- | ---- | ---- | ---- | ---- | ---- | ---- | ---- | ---- | ---- | ---- | ---- | ---- |
| Počet obyvatel | 261  | 249  | 228  | 237  | 236  | 247  | 248  | 188  | 179  | 162  | 167  | 153  | 177  | 171  | 148  |
| Počet domů     | 35   | 39   | 39   | 39   | 40   | 40   | 42   | 46   | 42   | 46   | 42   | 58   | 60   | 61   | 63   |

## Obecní správa
Při sčítání lidu v letech 1850–1962 Dolní Poříčí bylo samostatnou obcí, se kterým patřil nejprve do okresu Strakonice, ale v roce 1950 v okrese Horažďovice. V letech 1963–1973 bylo částí obce Poříčí v okrese Strakonice. Od 1. ledna 1974 do 23. listopadu 1990 bylo částí obce Střelské Hoštice v okrese Strakonice. Od 24. listopadu 1990 je částí obce Horní Poříčí v okrese Strakonice.

## Pamětihodnosti
- Kaplička na návsi
- Žižkův most

## Galerie

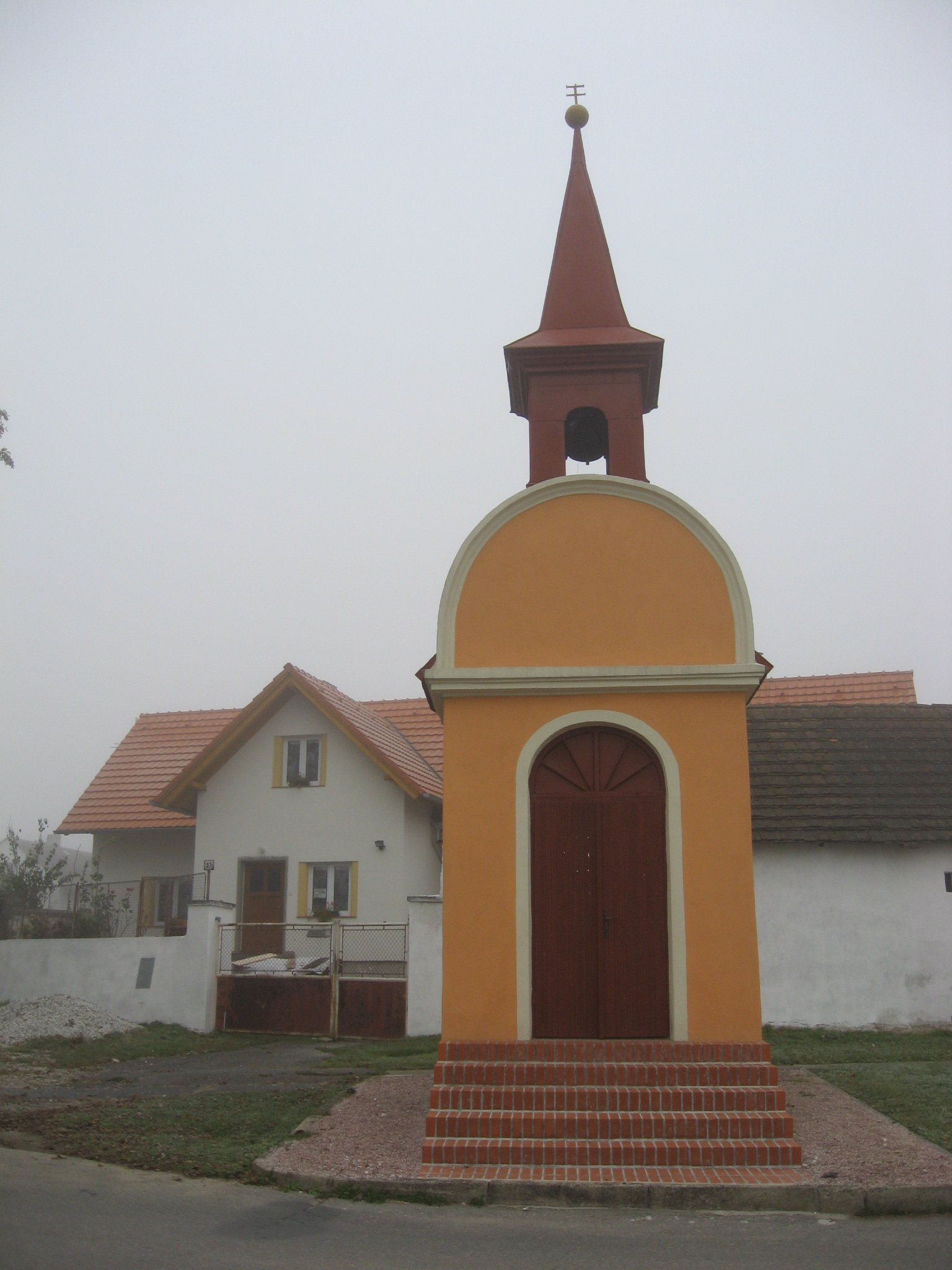
Kaplička
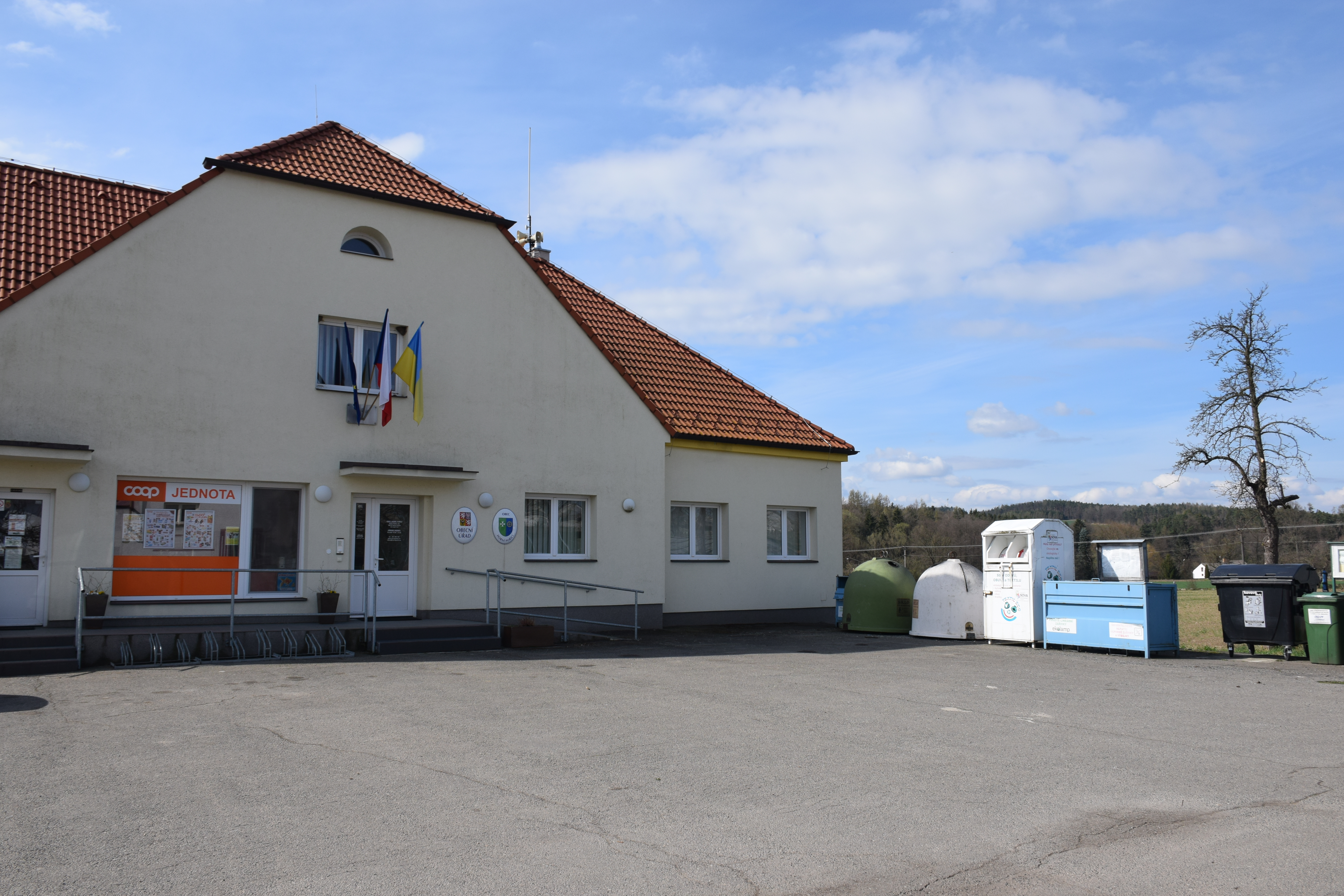
Obecní úřad
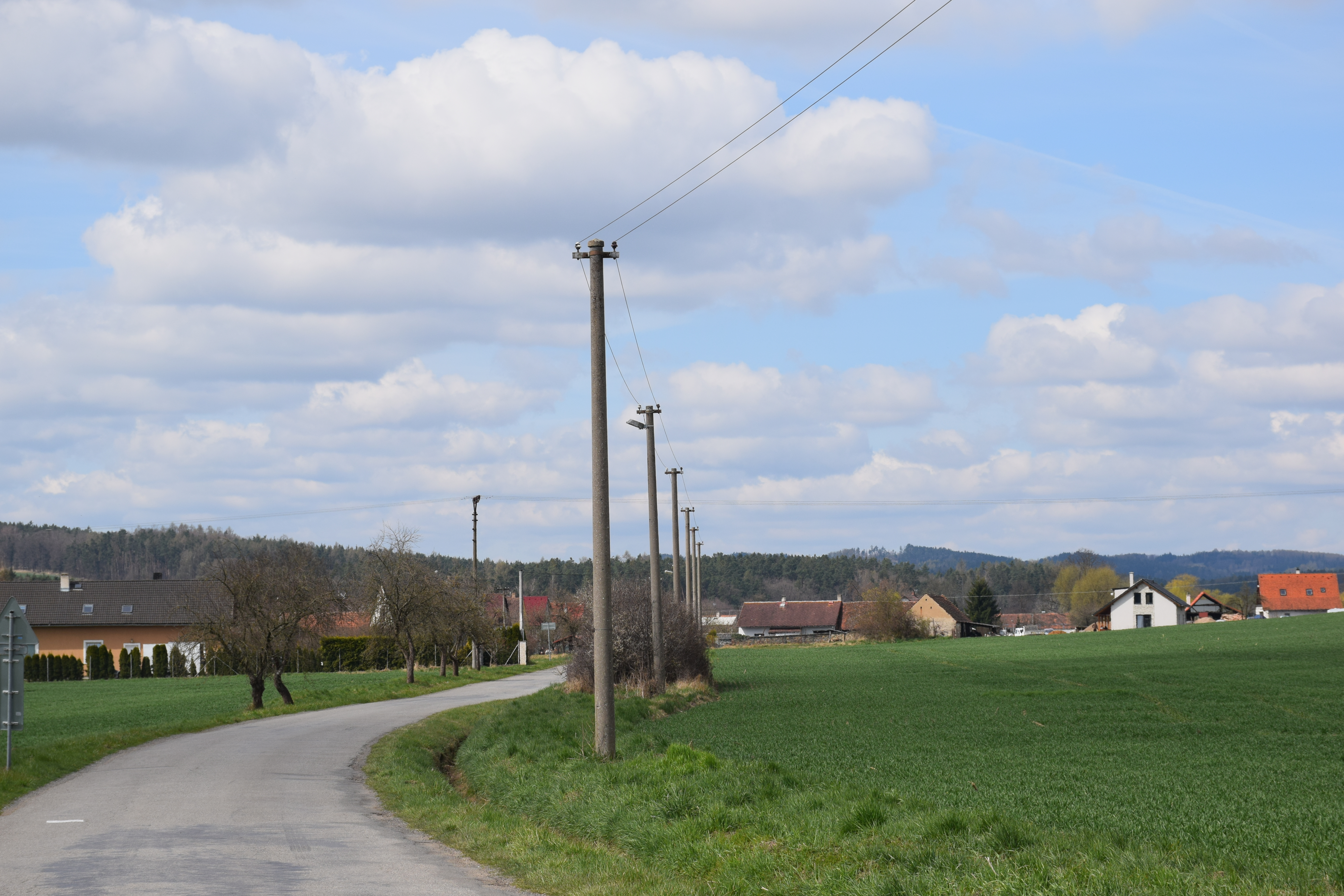
Pohled zdáli